# Hamid Karzai
ֻHamid Karzai (n. 24 decembrie 1957) a fost între 7 decembrie 2004 și 29 septembrie 2014 al 12-lea președinte al Afganistanului.